# Zelene, Verhnii Rohaciîk
Zelene (în ucraineană Зелене) este o comună în raionul Verhnii Rohaciîk, regiunea Herson, Ucraina, formată numai din satul de reședință.

## Demografie
Componența lingvistică a comunei Zelene
     Ucraineană (96,13%)
     Rusă (3,73%)
Conform recensământului din 2001, majoritatea populației comunei Zelene era vorbitoare de ucraineană (96,13%), existând în minoritate și vorbitori de rusă (3,73%).